# Cragia
Cragia este un gen de insecte lepidoptere din familia Arctiidae.

Cladograma conform Catalogue of Life:
| Cragia | \| \| Cragia adiastola \| \| \| \| \| \| Cragia distigmata \| \| \| \| |
|        | \| \| Cragia adiastola \| \| \| \| \| \| Cragia distigmata \| \| \| \| |
|        | Cragia adiastola                                                       |
|        |                                                                        |
|        | Cragia distigmata                                                      |
|        |                                                                        |